# São Tomé (Rio Grande do Norte)
São Tomé é um município brasileiro do estado do Rio Grande do Norte. De acordo com o censo realizado pelo IBGE (Instituto Brasileiro de Geografia e Estatística) no ano 2024, sua população é de 10.188 habitantes. Área territorial de 863 km².

## História
O território que hoje constitui o município de São Tomé foi povoado no início do século XVIII, através de sesmarias que foram doadas em concessão perpétua a diferentes sesmeiros. O primeiro deles, foi Francisco Diniz da Penha que obteve uma data de sesmarias entre o Rio Potengi e a Serra do Pica-pau, que ficou conhecida como a Data do Pica-pau, em 15 de novembro de 1719. Quase vinte anos depois, em 14 de fevereiro de 1739, era a vez de Lourenço de Araújo Correa solicitar a El Rey a mercê de uma sesmaria. Segundo este sesmeiro, a divisa de suas terras começavam "das confrontações das terras do próprio suplicante, ao sul, seguiam o curso do Rio Jundiaí e iam até estrada que vai para a casa dos herdeiros de Gonçalo Barbosa de Moura". Na segunda metade do século XVIII, em 03 de julho de 1751, foi a vez do Capitão Inácio Marinho de Carvalho requerer uma sesmaria no Riacho da Pedra Preta, vizinho a sesmaria dos "herdeiros do falecido Clemente de Araújo de Carvalho". Como Inácio Marinho de Carvalho não ocupou as referidas terras, apenas sete anos depois, em 07 de abril de 1758, José da Costa Valarinho às requereu por serem devolutas, ou seja, nunca haverem sido aproveitadas economicamente, tornando-se dono de uma sesmaria que ia do olho d'água atrás da Serra do Pica-pau até o Riacho da Pedra Preta.